# Hylaeus reditus
Hylaeus reditus är en biart som beskrevs av Cockerell 1936. Hylaeus reditus ingår i släktet citronbin, och familjen korttungebin. Inga underarter finns listade i Catalogue of Life.